# Le origini del male
Le origini del male (The Quiet Ones) è un film del 2014 diretto da John Pogue.
Pellicola horror britannica su sceneggiatura scritta da Craig Rosenberg, Oren Moverman, John Pogue e Tom de Ville.

## Trama
1974 – Università di Oxford: il professor Joseph Coupland espone la sua lezione sul paranormale, dando alcune dritte ai ragazzi e convocandone alcuni per un “esperimento”. Brian McNeil, ragazzo alienato se credere o meno in Dio – domanda posta dallo stesso insegnante – partecipa all'esperimento come cameraman. Oltre a lui partecipano anche Krissi Dalton ed Harry Abrams. Una registrazione mostra come alcuni ex-studenti insieme al loro docente abbiano eseguito a loro volta l'esperimento, documentando la vita di Jane Harper, ragazzina abbandonata sull'orlo della strada, adottata più di una volta, ma sempre tornata all'orfanotrofio per via degli eventi paranormali che avvengono quando lei è nei dintorni. Inoltre, la ragazzina sembra aver un contatto direttamente col demonio. Brian incontra Jane e rimane molto turbato dalla stranezza della ragazza, cresciuta rispetto ai filmati guardati.
Joseph dice che molto probabilmente non esiste alcuna possessione. La fanciulla è vittima di qualcosa che le hanno inculcato in passato, come nel caso di David: un suo paziente, il quale credeva a una figura demoniaca di cui gli raccontava il padre da piccolo. Purtroppo l'esperimento del professore dovrà spostarsi nella sua dimora, visto che l'università gli toglierà le risorse. I tre studenti lo seguiranno. Effettuando i primi due esperimenti, la figura di Ivy – la bambola demoniaca che riesce a vedere solo Jane – appare attraverso la ragazza, togliendo il fiato a tutti gli studenti. Presto i quattro capiranno che l'apparizione del demone non è affatto un qualcosa di buono. Il demone prenderà il controllo del corpo di Jane. Colpirà Krissi e cercherà di sedurre Brian, ma verrà fermato da Joseph.
Ivy si manifesterà con maggiore violenza durante gli esperimenti, ma verrà fermata da Brian. La notte, Jane si ferisce da sola e rischierà di morire, ma verrà salvata nuovamente dallo studente. Krissi, traumatizzata dalla situazione, vorrà abbandonare il progetto, ma Joseph la convince seducendola. L'ennesimo esperimento porterà Jane a diventare ella stessa un demone, facendo fuoriuscire un tentacolo dalla bocca. Brian convincerà Joseph a dare un giorno di riposo a tutti, facendo così riprendere le forze alla loro “paziente”. Un altro esperimento porterà Ivy a ferire Joseph. Brian dubita delle veracità del progetto e per questo colpisce la bambola, ferendo misteriosamente anche Jane. Krissi è convinta che Joseph sia innamorato di Jane e che vuole liberarla dal demone soltanto per averla tutta per sé.
Brian decide di salvare Jane e per questo chiederà aiuto a Krissi ed Harry. Entrati all'interno della casa, scoprono che David, il paziente di Joseph, è in realtà suo figlio.  La ragazza, colpita dalla rivelazione dell'insegnante, si arrabbierà e marchierà tutti i ragazzi col simbolo demoniaco, uccidendo sia Krissi che Harry. Jane si ricorderà che in realtà è lei stessa Ivy. Joseph verrà ucciso da Brian dopo che, nel tentativo di far uscire Ivy da Jane, ne ferma il cuore. Brian salva la ragazza con un'iniezione di adrenalina, ma lei, stanca di tutte le morti, si suiciderà dandosi fuoco davanti agli occhi dilatati di Brian.
Tempo dopo, Brian, rinchiuso in un ospedale psichiatrico, racconterà tutto quello che è successo a un dottore, ma non verrà creduto. Dalle sue mani si manifesterà poi uno strano potere: il demone, presumibilmente, ha preso il controllo del ragazzo.